# Карму-да-Кашуэйра
Карму-да-Кашуэйра (порт. Carmo da Cachoeira) — муниципалитет в Бразилии, входит в штат Минас-Жерайс. Составная часть мезорегиона Юг и юго-запад штата Минас-Жерайс. Находится в составе крупной городской агломерации. Входит в экономико-статистический  микрорегион Варжинья. Население составляет 12 576 человек на 2006 год. Занимает площадь 505,947 км². Плотность населения — 24,9 чел./км².

## История
Город основан 17 декабря 1938 года. 

## Статистика
- Валовой внутренний продукт на 2003 год составляет 52 542 183,00 реалов (данные: Бразильский институт географии и статистики).
- Валовой внутренний продукт на душу населения на 2003 год составляет 4331,95 реалов (данные: Бразильский институт географии и статистики).
- Индекс развития человеческого потенциала на 2000 год составляет 0,745 (данные: Программа развития ООН).

## География
Климат местности: тропический.